# Ricardo Roberto Barreto da Rocha
Ricardo Roberto Barreto da Rocha (Recife, 11 september 1962), beter bekend onder zijn spelersnaam Ricardo Rocha, is een voormalig Braziliaans voetballer en trainer. Tegenwoordig is hij sportcommentator.

## Biografie
Hij begon zijn carrière bij Santo Amaro en maakte in 1983 de overstap naar Santa Cruz, waarmee hij het Campeonato Pernambucano won. Van 1985 tot 1988 speelde hij voor Guarani. In 1986 speelde hij met de club de finale om de landstitel tegen São Paulo. Nadat São Paulo speler Nelsinho na twee minuten een owngoal gemaakt had en Guarani op voorsprong zette neutraliseerde Rocha deze goal door zelf een owngoal te maken in de negende minuut. Uiteindelijk zou Guarani de titel verliezen via strafschoppen. In 1988 had hij een kort Europees avontuur bij Sporting Portugal. Daarna ging hij voor São Paulo spelen en won hiermee het Campeonato Paulista in 1989 en 1991 alsook de landstitel in 1991. Dat jaar maakte hij de overstap naar Real Madrid, waarmee hij in 1993 de Copa del Rey won. Na een kort verblijf bij Santos ging hij voor Vasco da Gama spelen en won daarmee het Campeonato Carioca in 1994. Van 1997 tot 1998 speelde hij voor het Argentijnse Newell's Old Boys en hij beëindigde zijn carrière bij Flamengo.
Rocha speelde ook acht jaar voor het nationale elftal en nam deel aan het WK 1990 en WK 1994. In 1994 speelde hij slechts 69 minuten in de groepswedstrijd tegen Rusland, waarin hij zich blesseerde. Brazilië werd wel wereldkampioen.
Na zijn spelerscarrière werd hij ook trainer.
1 Taffarel ·
2 Jorginho ·
3 Ricardo Gomes  ·
4 Dunga ·
5 Alemão ·
6 Branco ·
7 Bismarck ·
8 Valdo ·
9 Careca ·
10 Paulo Silas ·
11 Romário ·
12 Acácio ·
13 Carlos Mozer ·
14 Aldair ·
15 Müller ·
16 Bebeto ·
17 Renato Gaúcho ·
18 Mazinho ·
19 Ricardo Rocha ·
20 Tita ·
21 Mauro Galvão ·
22 Zé Carlos ·
Coach: Lazaroni
1 Taffarel ·
2 Jorginho ·
3 Ricardo Rocha ·
4 Ronaldão ·
5 Mauro Silva ·
6 Branco ·
7 Bebeto ·
8 Dunga  ·
9 Zinho ·
10 Raí ·
11 Romário ·
12 Zetti ·
13 Aldair ·
14 Cafú ·
15 Márcio Santos ·
16 Leonardo ·
17 Mazinho ·
18 Paulo Sérgio ·
19 Müller ·
20 Ronaldo ·
21 Viola ·
22 Gilmar ·
Coach: Parreira